# Galdhøpiggen
Galdhøpiggen är Norges och Nordeuropas högsta berg och ligger i Jotunheimen i Loms kommun i Innlandet fylke. Toppen är 2 469 meter över havet.
De vanligaste vägarna till toppen är från Spiterstulen (1 104 m ö.h.) och från Juvasshytta (1 841 m ö.h.). Den senare vägen går över en farlig glaciär och kräver guide och rep, vilket finns tillgängligt på sommaren. Toppen är en av de mest välbesökta bergstopparna i Norge, hundratals personer bestiger toppen per dag under högsäsong. På toppen finns det en stuga med servering och försäljning av souvenirer.
Varje år hålls en telemarktävling ner för Galdhøpiggen, kallad Galdhøpiggrennet. Åkaren startar vid Svellsnosi och går i mål i Spiterstulen; 3,5 km (1350 m höjdskillnad) längre ner. Vinnaren brukar ta runt 3 minuter på sig.

## Historia
På Galdhøpiggens topp har man funnit en pil från yngre järnåldern.
Galdhøpiggen har inte alltid varit den obestritt högsta toppen, utan har haft konkurrens av Glittertind, som trots att själva berget är 17 meter lägre, nådde högre tack vare sin glaciär på toppen. Nu har dock glaciären på Glittertind smält till en tjocklek av 13 meter, vilket gör Galdhøpiggen högst vare sig man räknar glaciären eller inte.
Än tidigare, i början av 1800-talet, ansågs Snøhetta Norges högsta punkt och det var inte förrän på 1870-talet som den diskussionen slutade.
Galdhøpiggen bestegs, i modern tid, första gången 1850 av Lars Arnesen (lärare), Ingebrigt N. Flotten (kyrkosångare) och Steinar Sulheim (lantbrukare). Steinar Sulheims 18-åriga dotter, Rønnaug Sulheim, blev sex år senare den första kvinnan att nå toppen.